# Acliceratia
Acliceratia is een geslacht van weekdieren uit de klasse van de Gastropoda (slakken).

## Soorten
- Acliceratia beddomei (Dautzenberg, 1912)
- Acliceratia carinata (E. A. Smith, 1872)